# Värsås församling
Värsås församling var en församling i Skara stift och i Skövde kommun. Församlingen uppgick  2010 i Värsås-Varola-Vretens församling. 

## Administrativ historik
Församlingen har medeltida ursprung.
Församlingen var till 1962 annexförsamling i pastoratet Varola, Värsås, Edåsa och Ljunghem. Från 1962 till 1992 moderförsamling i pastoratet Värsås, Varola, Ljunghem, Edåsa, Sventorp och Forsby som före 1974 även omfattade Mofalla församling. Från 1992 till 2002 moderförsamling i pastoratet Värsås, Varola, Vreten Sventorp och Forsby. Från 2002 till 2010 moderförsamling i pastoratet Värsås, Varola, Vreten och Sventorp-Forsby.Församlingen uppgick  2010 i Värsås-Varola-Vretens församling.

## Kyrkor
- Värsås kyrka